# Chmiellowitz
Chmiellowitz (polnisch Chmielowice, 1936–1945 Hopfental O.S., schlesisch Chmjelowicy) ist ein Stadtteil der Stadt Oppeln. Bis 2016 lag die oberschlesische Ortschaft in der Gemeinde Comprachtschütz im Powiat Opolski (Landkreis Oppeln).

## Geographie

### Geographische Lage
Das Straßendorf Chmiellowitz liegt drei Kilometer nordöstlich vom ehemaligen Gemeindesitz Comprachtschütz und acht Kilometer südwestlich von der Kreisstadt und Woiwodschaftshauptstadt Opole (Oppeln). Chmiellowitz liegt in der Nizina Śląska (Schlesischen Tiefebene) innerhalb der Równina Opolska (Oppelner Ebene). Im Norden verläuft die Landstraße die Droga wojewódzka 459. Östlich des Dorfes verläuft die Olszanka und im Westen die Prószkowski Potok (Proskebach).

### Nachbarorte
Nachbarorte von Chmiellowitz sind im Norden Zirkowitz (Żerkowice), im Osten die Oppelner Stadtteile Sczepanowitz (Szczepanowice) und Vogtsdorf (Wójtowa Wieś), im Süden Dziekanstwo (Dziekaństwo) und im Südwesten Rothhaus (Osiny).

## Geschichte

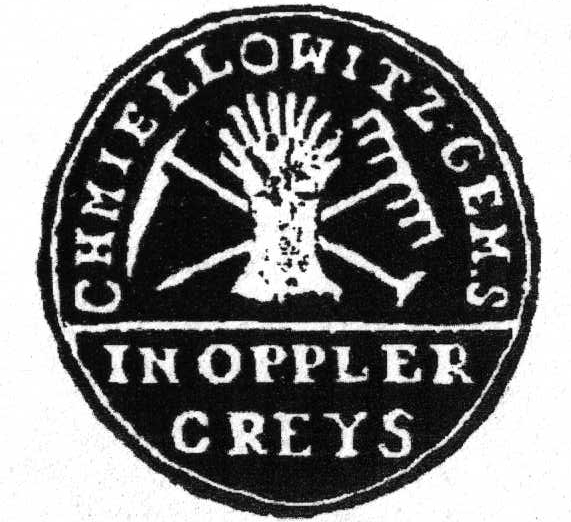
Siegel der Gemeinde Chmiellowitz

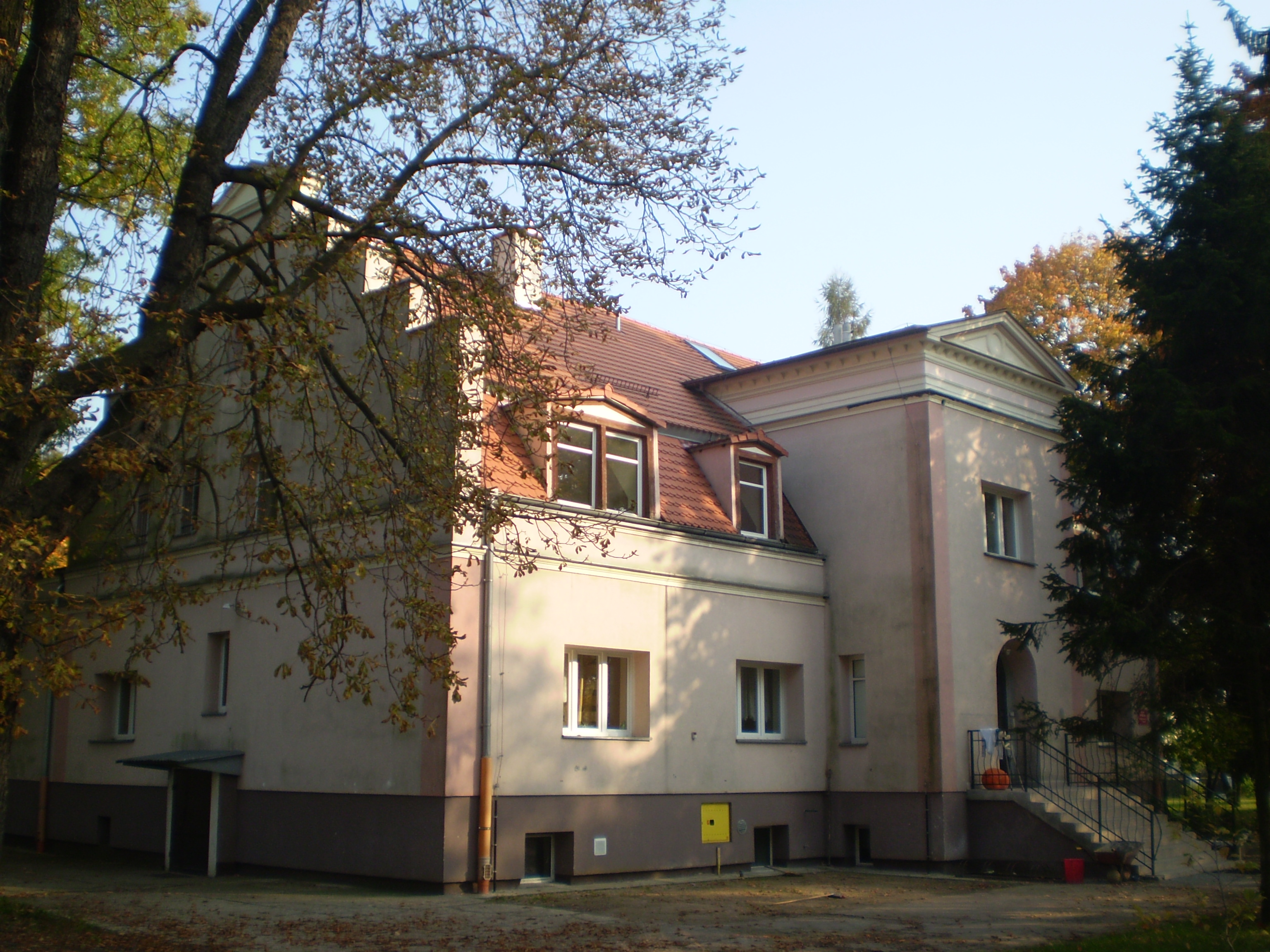
Ehemaliges Gutshaus der Familie von Donant

Nach dem Ersten Schlesischen Krieg 1742 fiel Chmiellowitz mit dem größten Teil Schlesiens an Preußen.
Nach der Neuorganisation der Provinz Schlesien gehörte die Landgemeinde Chmiellowitz ab 1816 zum Landkreis Oppeln im Regierungsbezirk Oppeln. 1861 zählte der Ort 187 Einwohner. 1865 zählte Chmiellowitz 14 Gärtner, drei Ackerhäusler und sechs Einlieger. Der Ort gehörte zur Pfarrei in Oppeln. Im Ort befand sich eine eigene Schule. 1874 wurde der Amtsbezirk Chmiellowitz  gegründet.
Bei der Volksabstimmung in Oberschlesien am 20. März 1921 stimmten 146 Wahlberechtigte für einen Verbleib bei Deutschland und 27 für Polen. Chmiellowitz verblieb beim Deutschen Reich. 1933 lebten im Ort 530 Einwohner. Am 8. März 1934 wurde der Ort in Hopfental umbenannt. 1939 hatte der Ort 727 Einwohner. Bis 1945 befand sich der Ort im Landkreis Oppeln.
1945 kam der bisher deutsche Ort unter polnische Verwaltung und wurde in Chmielowice umbenannt und der Woiwodschaft Schlesien angeschlossen. 1950 kam der Ort zur Woiwodschaft Oppeln. 1999 kam der Ort zum wiedergegründeten Powiat Opolski. Am 1. Dezember 2009 erhielt der Ort zusätzlich den amtlichen deutschen Ortsnamen Chmiellowitz. Zum 1. Januar 2017 wurde Chmiellowitz in die Stadt Oppeln eingemeindet.

## Sehenswürdigkeiten

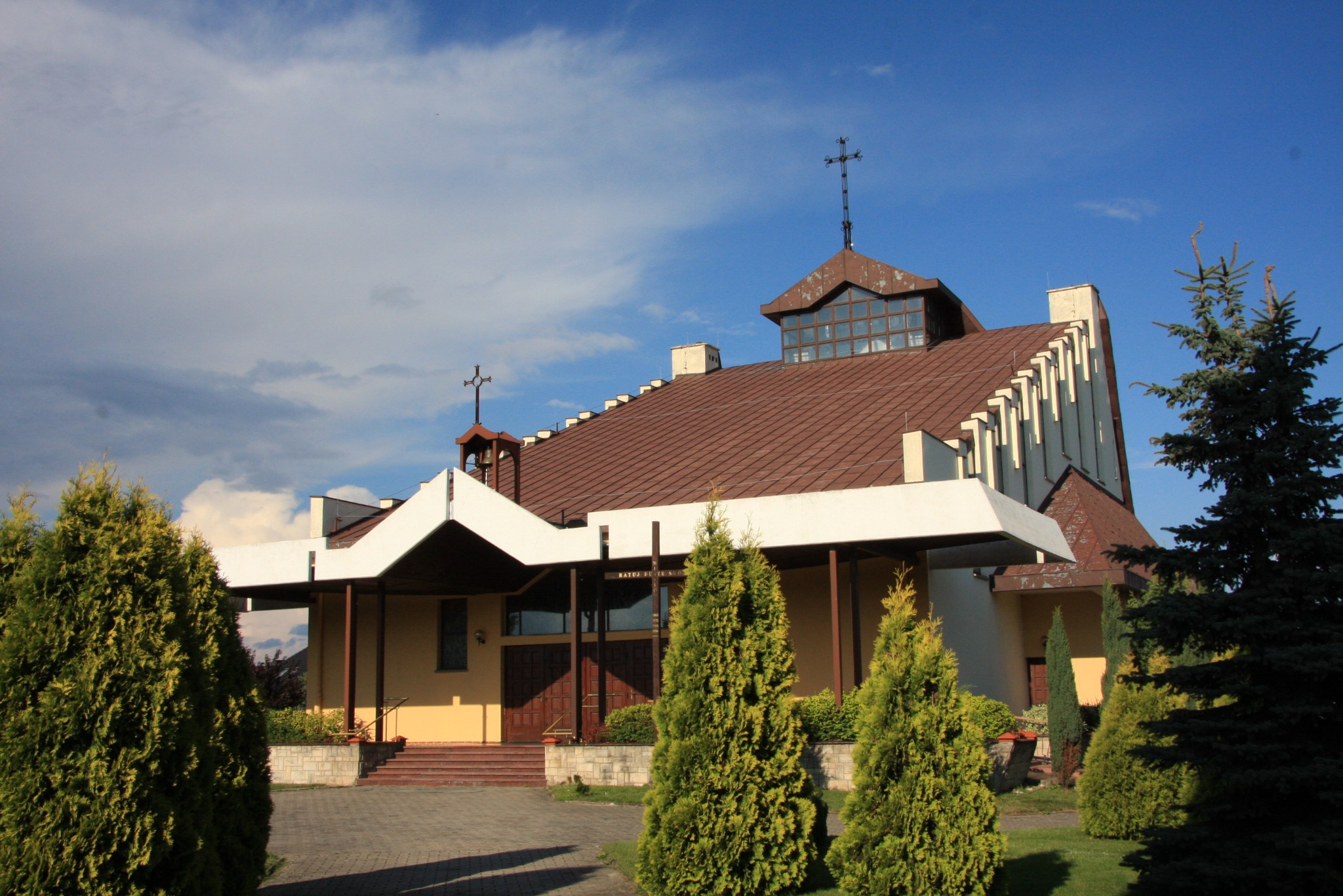
Anna-selbdritt-Kirche

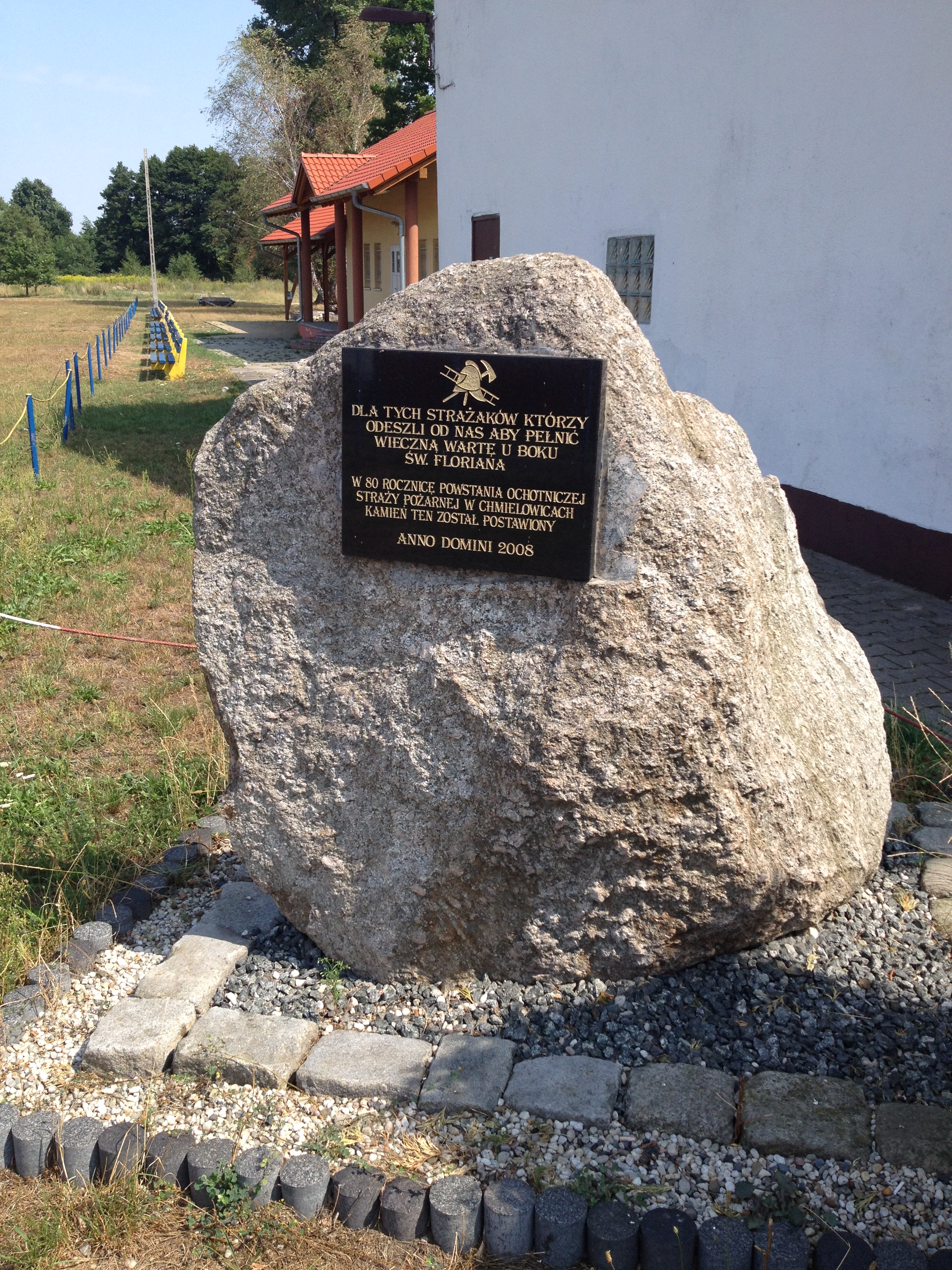
Gedenkstein zum 80. Bestehen der Feuerwehr

### Anna-selbdritt-Kirche
Die Anna-selbdritt-Kirche wurde zwischen 1984 und 1990 erbaut. Der Glockenturm wurde 1993 fertiggestellt.

### Weitere Sehenswürdigkeiten
- Gutshaus der Familie von Donant mit angrenzenden Gutspark – heute ein Kinderhaus
- Gedenkstein zum 80. Bestehen der Feuerwehr
- Glockenkapelle
- Steinernes Wegekreuz
- Hölzernes Wegekreuz

## Vereine
- Deutscher Freundschaftskreis
- Freiwillige Feuerwehr OSP Chmielowice
- Sportverein SKS Chmielowice

## Persönlichkeiten
- Julius Großmann (1845–1910), deutscher Historiker und Archivar